# Pteromyini
Gli Pteromyini (Brandt, 1855), comunemente conosciuti come scoiattoli volanti, sono una delle due tribù in cui viene suddivisa la sottofamiglia degli Sciurini (Sciurinae). Sono caratterizzati dalla presenza di una membrana di pelle, detta patagio, estesa tra gli arti anteriori e posteriori, che viene allargata quando essi saltano da un ramo all'altro. Sebbene si tratti di una planata, e non di un volo vero e proprio, questi animali sono noti come scoiattoli volanti.

## Descrizione
Gli scoiattoli volanti hanno, ai lati del corpo, un patagio completamente rivestito di pelo, che durante la discesa funziona da paracadute; esso si estende dal tarso agli arti anteriori, ove viene sostenuto da un ossicino o da una cartilagine a forma di falce, situata nella regione del carpo. La folta coda, con i peli distribuiti uniformemente oppure su due linee, svolge le funzioni di timone. Con l'aiuto del patagio gli scoiattoli volanti possono veleggiare attraverso l'aria, superando distanze piuttosto ampie (dai 30 ai 50 o più metri). In alcuni casi documentati, dei petauristi, in condizioni favorevoli, hanno coperto distanze di circa 450 m. Durante il volo possono cambiare la rotta variando l'apertura del patagio e aiutandosi con la coda; quando atterrano sollevano le braccia e la coda, e ruotando l'asse maggiore del corpo in modo da renderlo quasi verticale, diminuiscono la violenza dell'urto con l'aiuto del patagio.
Il volo planato, tra i mammiferi, si è evoluto più volte in maniera indipendente in animali che conducono uno stile di vita simile a quello degli scoiattoli volanti, ma che non sono imparentati con loro (evoluzione convergente). Tra essi ricordiamo i Petauridi, gli Acrobatidi, il petauro maggiore (Petauroides volans, uno Pseudocheiride), i Dermotteri e gli Anomaluridi.
Negli scoiattoli volanti gli arti anteriori sono provvisti di quattro dita e quelli posteriori di cinque; gli artigli di tutti gli arti sono robusti e ricurvi (gli Pteromyini sono infatti degli abilissimi arrampicatori). La pelliccia è folta, splendente, morbida come seta e talvolta anche lanosa. Il capo è in genere arrotondato in modo caratteristico; ciascuna semiarcata mascellare porta cinque molari, e ciascuna semiarcata mandibolare quattro, tutti con corone piuttosto alte. Mancano le tasche guanciali. Gli occhi sono molto grandi e sporgenti (caratteristica comune a tutti gli animali notturni) e insieme alle orecchie sono gli organi di senso più sviluppati.

## Distribuzione e habitat
Sebbene gli scoiattoli volanti vivano anche in Nordamerica, Europa e Asia settentrionale, la gamma maggiore di specie si incontra in Asia orientale e nel Sud-est asiatico, in particolar modo nell'arcipelago indonesiano; molte di esse, tuttavia, sono poco conosciute.

## Biologia
Gli scoiattoli volanti vivono esclusivamente nelle foreste. Non si spingono mai in ambienti aperti, poiché in tali aree non possono spostarsi planando tra gli alberi. Sono per lo più creature crepuscolari e notturne. Si muovono rapidamente sui rami degli alberi, sebbene non siano in grado di effettuare salti lunghi come gli scoiattoli arboricoli, ma sul terreno sono piuttosto goffi, poiché il patagio intralcia i loro movimenti. Come gli altri scoiattoli, si nutrono di noci e frutta, ma talvolta consumano anche insetti.
Risiedono di solito nelle cavità degli alberi, ma talvolta costruiscono veri e propri nidi tra i rami, ove dormono e allevano i piccoli. Alcune specie possono vivere fino a 13 anni, ma generalmente la durata della loro vita è più breve. Con le loro planate, gli scoiattoli volanti riescono facilmente a sfuggire a predatori arboricoli come le martore, ma rimangono sempre vulnerabili agli attacchi dei rapaci diurni e notturni. Nel Sud-est asiatico, il barbagianni baio orientale (Phodilus badius) si è addirittura specializzato nel dar loro la caccia.

## Tassonomia

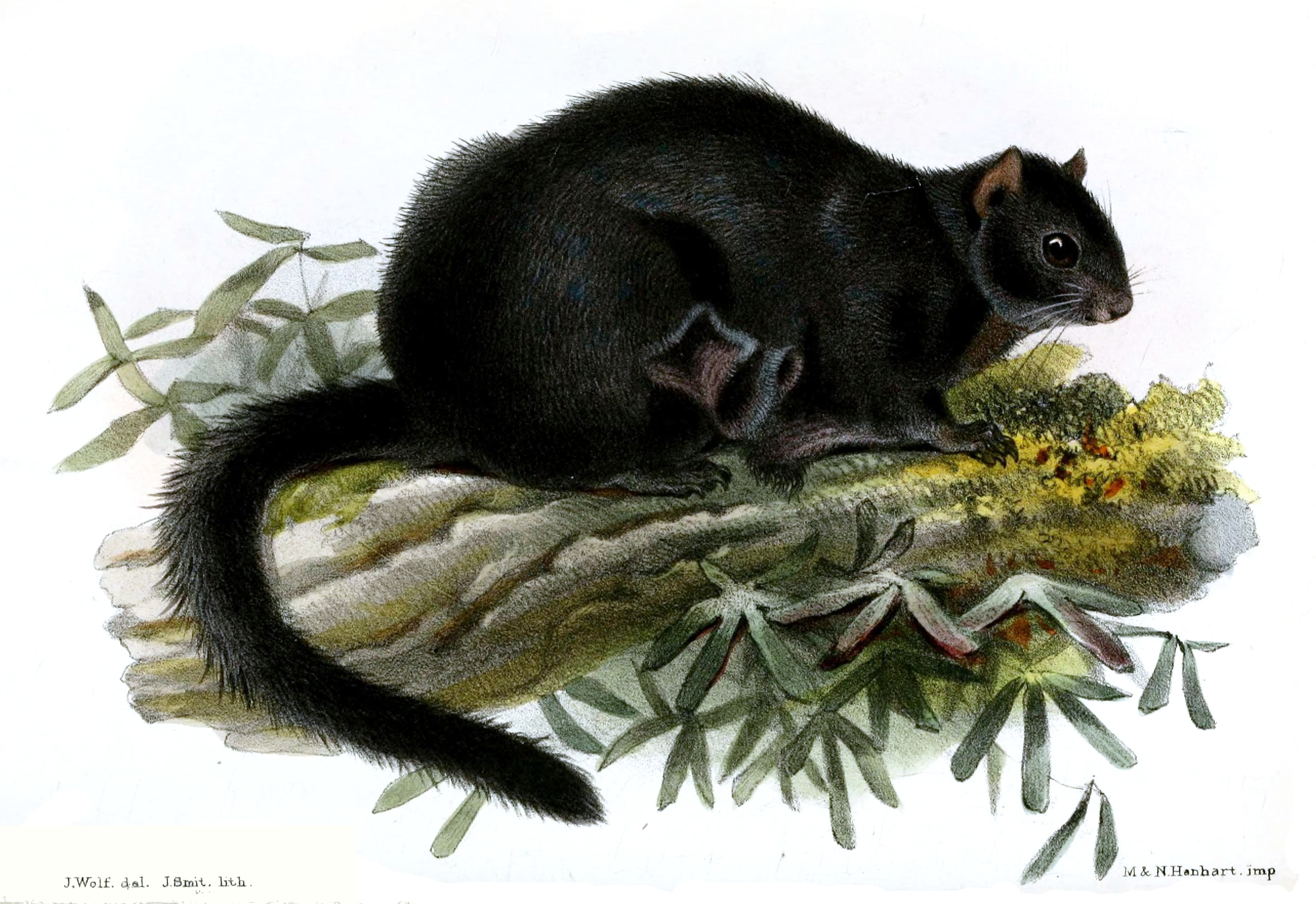
Scoiattolo volante nero.

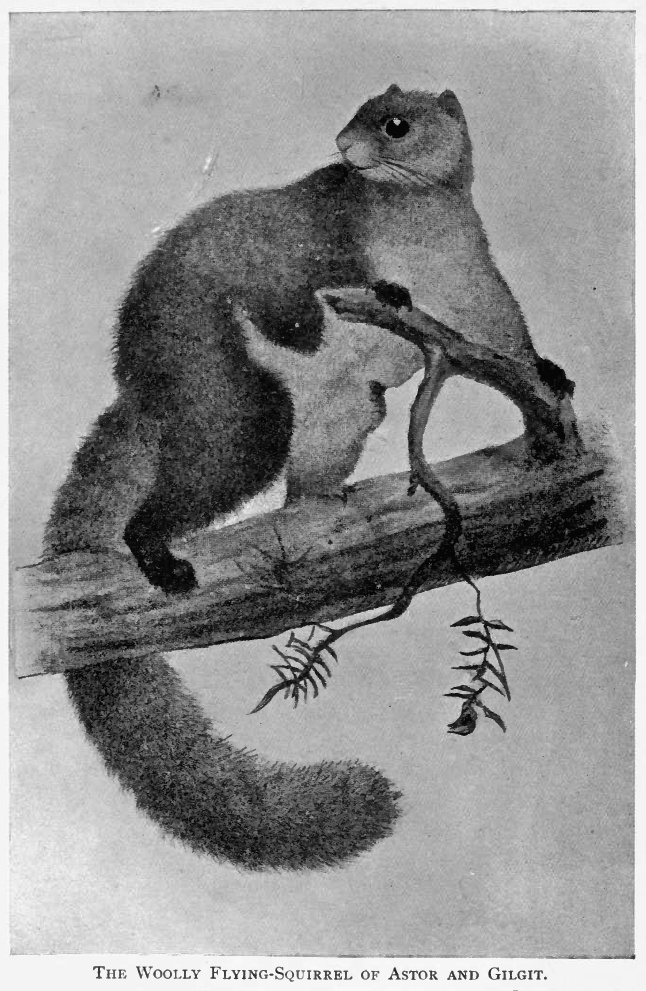
Scoiattolo volante lanoso.

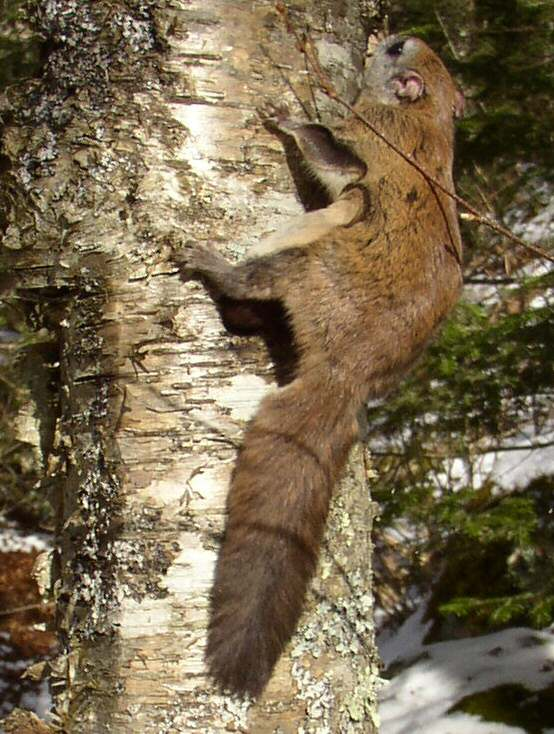
Glaucomio del nord.

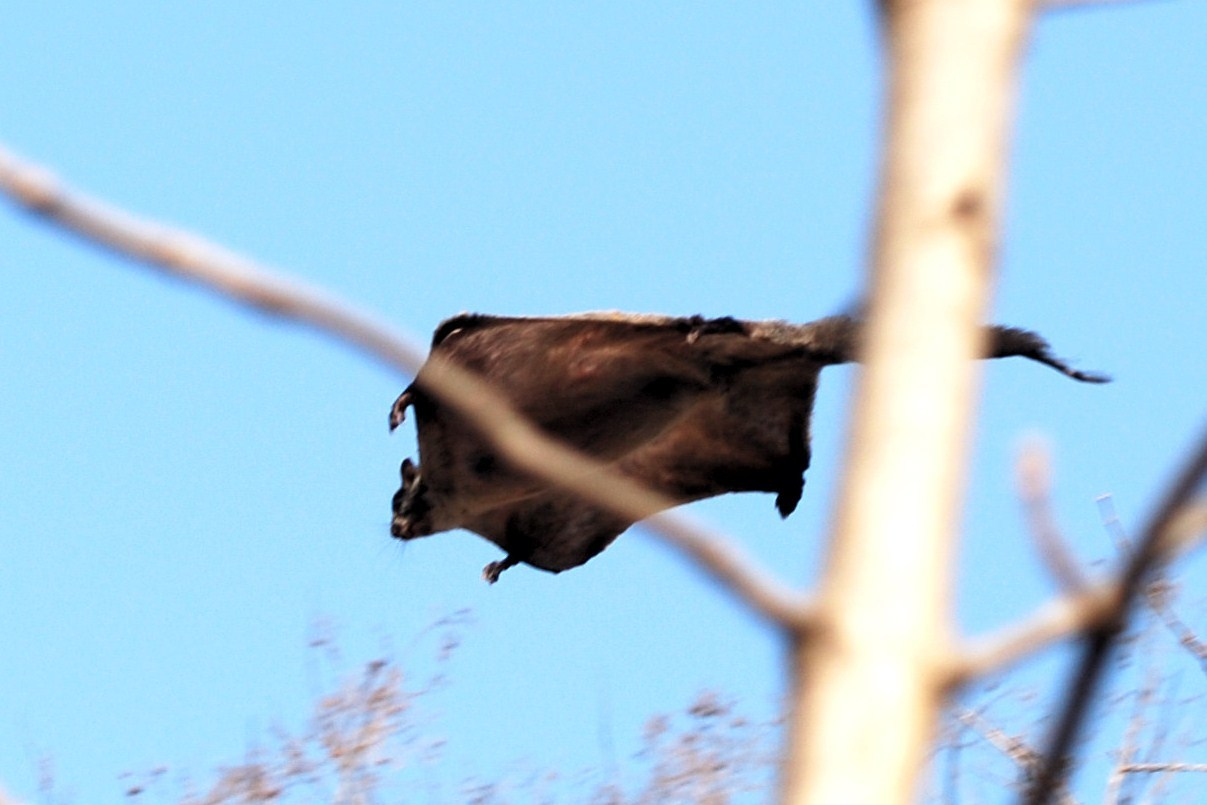
Petaurista indiano.

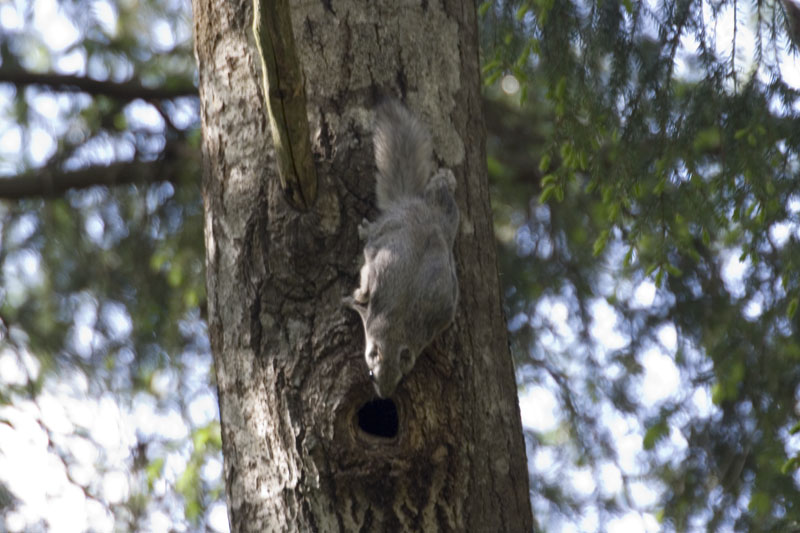
Scoiattolo volante siberiano.

Gli Pteromyini comprendono 15 generi con 46 specie:
- Genere Aeretes G. M. Allen, 1940
  - Aeretes melanopterus (Milne-Edwards, 1867) - scoiattolo volante della Cina settentrionale.
- Genere Aeromys Robinson e Kloss, 1915
  - Aeromys tephromelas (Günther, 1873) - scoiattolo volante nero;
  - Aeromys thomasi (Hose, 1900) - scoiattolo volante di Thomas.
- Genere Belomys Thomas, 1908
  - Belomys pearsonii (Gray, 1842) - scoiattolo volante dai piedi pelosi.
- Genere Biswamoyopterus Saha, 1981
  - Biswamoyopterus biswasi Saha, 1981 - scoiattolo volante di Namdapha.
  - Biswamoyopterus laoensis Sanamxay, Douangboubpha, Bumrungsri, Xayavong, Xayaphet, Satasook & Bates, 2013 - scoiattolo volante gigante del Laos.
  - Biswamoyopterus gaoligongensis Li, 2019 - scoiattolo volante del Monte Gaoligong.
- Genere Eoglaucomys A. H. Howell, 1915
  - Eoglaucomys fimbriatus (Gray, 1837) - scoiattolo volante del Kashmir.
- Genere Eupetaurus Thomas, 1888
  - Eupetaurus cinereus Thomas, 1888 - scoiattolo volante lanoso.
- Genere Glaucomys Thomas, 1908
  - Glaucomys sabrinus (Shaw, 1801) - glaucomio del nord;
  - Glaucomys volans (Linnaeus, 1758) - glaucomio del sud.
- Genere Hylopetes Thomas, 1908
  - Hylopetes alboniger (Hodgson, 1836) - scoiattolo volante multicolore;
  - Hylopetes bartelsi (Chasen, 1939) - scoiattolo volante di Bartels;
  - Hylopetes lepidus (Horsfield, 1822) - scoiattolo volante dalle guance grigie;
  - Hylopetes nigripes (Thomas, 1893) - scoiattolo volante di Palawan;
  - Hylopetes phayrei (Blyth, 1859) - scoiattolo volante dell'Indocina;
  - Hylopetes platyurus (Jentink, 1890) - scoiattolo volante di Jentink;
  - Hylopetes sipora Chasen, 1940 - scoiattolo volante di Sipora;
  - Hylopetes spadiceus (Blyth, 1847) - scoiattolo volante dalle guance rosse;
  - Hylopetes winstoni (Sody, 1949) - scoiattolo volante di Sumatra.
- Genere Iomys Thomas, 1908
  - Iomys horsfieldii (Waterhouse, 1838) - scoiattolo volante di Giava;
  - Iomys sipora Chasen e Kloss, 1928 - scoiattolo volante delle Mentawai.
- Genere Petaurillus Thomas, 1908
  - Petaurillus emiliae Thomas, 1908 - petaurillo minore;
  - Petaurillus hosei (Thomas, 1900) - petaurillo di Hose;
  - Petaurillus kinlochii (Robinson e Kloss, 1911) - petaurillo di Selangor.
- Genere Petaurista Link, 1795
  - Petaurista alborufus (Milne-Edwards, 1870) - petaurista bianco e rosso;
  - Petaurista elegans (Müller, 1840) - petaurista macchiato;
  - Petaurista leucogenys (Temminck, 1827) - petaurista del Giappone;
  - Petaurista magnificus (Hodgson, 1836) - petaurista di Hodgson;
  - Petaurista nobilis (Gray, 1842) - petaurista del Bhutan;
  - Petaurista petaurista (Pallas, 1766) - petaurista rosso;
  - Petaurista philippensis (Elliot, 1839) - petaurista indiano;
  - Petaurista xanthotis (Milne-Edwards, 1872) - petaurista della Cina.
- Genere Petinomys Thomas, 1908
  - Petinomys crinitus (Hollister, 1911) - scoiattolo volante di Basilan;
  - Petinomys fuscocapillus (Jerdon, 1847) - scoiattolo volante di Travancore;
  - Petinomys genibarbis (Horsfield, 1822) - scoiattolo volante dai mustacchi;
  - Petinomys hageni (Jentink, 1888) - scoiattolo volante di Hagen;
  - Petinomys lugens (Thomas, 1895) - scoiattolo volante di Sipora;
  - Petinomys mindanensis (Rabor, 1939) - scoiattolo volante di Mindanao;
  - Petinomys sagitta (Linnaeus, 1766) - scoiattolo volante freccia;
  - Petinomys setosus (Temminck, 1844) - scoiattolo volante di Temminck;
  - Petinomys vordermanni (Jentink, 1890) - scoiattolo volante di Vordermann.
- Genere Pteromys G. Cuvier, 1800
  - Pteromys momonga Temminck, 1844 - scoiattolo volante del Giappone;
  - Pteromys volans (Linnaeus, 1758) - scoiattolo volante siberiano.
- Genere Pteromyscus Thomas, 1908
  - Pteromyscus pulverulentus (Günther, 1873) - scoiattolo volante grigiofumo.
- Genere Trogopterus Heude, 1898
  - Trogopterus xanthipes (Milne-Edwards, 1867) - scoiattolo volante dai denti complessi.